# Invalidez del acto administrativo (España)
La invalidez del acto administrativo, para el Derecho español, es la situación producida cuando un acto administrativo resulta nulo o anulable.
De acuerdo con la doctrina de Eduardo García de Enterría un acto nulo, con nulidad absoluta o de pleno derecho, es un acto cuya nulidad es intrínseca y carece ab initio de efectos jurídicos sin necesidad de una previa impugnación. Comporta una ineficacia inmediata, ipso iure, del acto, carácter erga omnes de la nulidad e imposibilidad de sanarlo por confirmación o prescripción. La nulidad del acto supone que el acto es nulo sin necesidad de intervención del juez.
En cambio, la anulabilidad tiene efectos más limitados. Su régimen viene delimitado por el libre arbitrio del afectado y por la seguridad jurídica. De acuerdo con esto, solo los afectados por este acto pueden pedir la declaración de nulidad dentro de un determinado plazo, transcurrido el cual, si no se produce el acto sana y el vicio quedará purgado.
Así pues, los actos administrativos se agrupan en actos nulos de pleno derecho (artículo 62 LRJ y PAC) y actos anulables (artículo 63.1 LRJ y PAC). A la hablar de grados de invalidez se debe tener en cuenta:
- Nulidad de pleno derecho
- Anulabilidad
- Irregularidades no invalidantes.

## Nulidad de pleno derecho
El acto nulo de pleno derecho no puede ser objeto de convalidación ya que eso es solo para actos anulables. Igualmente tampoco sana por el consentimiento, ni la falta de impugnación hace al acto inatacable.
La acción de nulidad tiene un carácter imprescriptible por lo que ello permite al afectado ejercitarla en cualquier momento.
El artículo 102 LRJ y PAC permite que dicha nulidad sea declarada de oficio, sin necesidad de petición de la parte interesada, ya que tal es el vicio del acto que transciende el interés personal y se convierte en un tema de orden público que afecta a la seguridad jurídica de todo el ordenamiento. 
Los supuestos de nulidad de pleno derecho de un acto se contemplan en el artículo 62 LRJ y PAC, y son:
- Los que lesionen los derechos y libertades susceptibles de amparo constitucional. Tipo de nulidad absoluta introducida ex novo por el artículo 62 LRJ y PAC que obedece la doctrina constitucional en torno a los derechos fundamentales y libertades públicas, en tanto en cuanto, estos son de efectividad inmediata y preferente frente a los poderes públicos, y ante la administración y los tribunales.
- Los dictados por órgano manifiestamente incompetente por razón de la materia o del territorio. Lo que plantea el problema de cómo se entiende “manifiestamente incompetente” que variará según el intérprete.
- Los que tengan un contenido imposible. Por contenido imposible nos referimos a un contenido materialmente imposibles, y esa imposibilidad materia o física debe de ser de carácter originario, no puede tratarse de una imposibilidad sobrevenida.
- Los que sean constitutivos de infracción penal o se dicten como consecuencia de ésta.
- Los dictados prescindiendo total y absolutamente del procedimiento legalmente establecido o de las normas que contienen las reglas esenciales para la formación de la voluntad de los órganos colegiados. No se hace referencia a todos los actos administrativos, sino solamente a aquellos cuya emisión haya tenido lugar con un olvido total del procedimiento legalmente establecido. Esto, no quiere decir ausencia de todo procedimiento, sino que se refiere a la omisión de los trámites esenciales integrantes de un procedimiento determinado, sin los cuales, ese concreto procedimiento es inidentificable. Por ejemplo: en la expropiación forzosa el incumplimiento supondría no hacer referencia a los requisitos sustanciales de la declaración de utilidad pública o interés social, mientras que otras infracciones procedímentales aisladas simplemente ayudarían a apoyar la declaración de nulidad pero no serían motivo de la misma. En cuanto a los actos dictados con infracción de las reglas esenciales para la formación de la voluntad de los órganos colegiados, para que legalmente proceda la calificación de nulidad de pleno derecho, basta que se hayan infringido las reglas esenciales de ese procedimiento, bien por falta de convocatoria de alguno de los miembros, bien por defecto de composición del órgano que lo desfigure realmente, etc.
- Los actos expresos o presuntos contrarios al ordenamiento jurídico por los que se adquieren facultades o derechos cuando se carezca de los requisitos esenciales para su adquisición.
- Cualquier otro que se establezca expresamente en una disposición de rango legal.

También serán nulas de pleno derecho las disposiciones administrativas que vulneren la Constitución, las leyes u otras disposiciones administrativas de rango superior, las que regulen materias reservadas a la Ley, y las que establezcan la retroactividad de disposiciones sancionadoras no favorables o restrictivas de derechos individuales.

## Anulabilidad de los actos administrativos
La anulabilidad se establece por el ordenamiento en beneficio exclusivo del particular afectado por el acto viciado. Para ello, se reconoce exclusivo del particular afectado por el acto viciado. Si el afectado no solicita la nulidad se considera que el acto se ha purgado en aras a la seguridad jurídica. 
Sin embargo, la anulabilidad se diferencia principalmente con respecto a la nulidad/ anulabilidad en derecho civil tal como recuerda Eduardo García de Enterría, en lo siguiente:
En el ámbito privado el plazo para solicitar la anulabilidad es de cuatro años, pero es un plazo de prescripción, y que puede ser objeto de interrupción. Dentro de dicho plazo, la acción puede intentarse sin obstáculo alguno aun cuando el intento que precedió a otros resultasen invalidos por defectos de planteamiento procesal. Es decir, que si una demanda no es aceptada por ser el órgano incompetente o por otro defecto procesal ello no impide al actor repetir el intento nuevamente.
En cambio, el plazo en el derecho administrativo, ha sido un plazo de caducidad no de prescripción por lo que no es susceptible de interrupción, de forma que cualquier error en el planteamiento resultaba irremediabale ya que en el momento en que el recurso mal interpuesto se declaraba inadmisible era ya tarde para intentar una nueva interposición.
Por lo tanto, la falta de impugnación en el plazo (muy corto) o la impugnación mal planteada venían a producir el mismo resultado: el acto viciado resultaba en adelante inatacable y cualquier intento posterior de reacción contra el mismo se estrellaba contra el muro de la excepción de acto consentido.
Los vicios que hacen el acto anulable vienen regulados en el artículo 63 LRJ y PAC, y cabe además, destacar la cláusula de ilicitud formulada por los artículos 63.1 y 70.2 LRJ y PAC. La anulabilidad así pues, tal como explica Enterría, quedaría determinada por la siguiente forma. Por arriba estarían los vicios determinantes de la nulidad de pleno derecho (artículo 62 LRJ y PAC) y por abajo las irregularidades no invalidantes de los artículos artículo 63.2 y 63.3 LRJ y PAC).
Los vicios de forma no son motivo de anulabilidad, salvo en aquellos casos excepcionales en que el acto carezca de los requisitos indispensables para alcanzar su fin, se dicte fuera de plazo previsto, siempre y cuando este tenga carácter esencial o se produzca una situación de indefensión.
Así pues, el vicio de forma solo adquiere relieve cuando su existencia ha supuesto una disminución efectiva, real y transcendete de garantías, incidiendo así en la decisión de fondo y alterando, eventualmente, su sentido en perjuicio del administrado y de la propia administración.
Tradicionalmente la jurisprudencia, ha mantenido que los vicios que afectan al procedimiento, o la forma son de orden público, de modo que si se aprecia la existencia de una infracción formal debe declararse sin más la nulidad de lo actuado, con exclusión de los demás pronunciamientos relacionados con al admisibilidad y el fondo del recurso.
El procedimiento administrativo y la vía del recurso ofrecen al administrado oportunidades continuas de defenderese y de hacer valer su puntos de vista, y contribuye así a reducir progresivamente la inicial trascendencia de un vico de forma o de una infracción procedimental.
Para decidir si se declara la nulidad del acto por un vicio formal se deberá de atender a la relación existente entre el vicio de forma y la decisión de fondo adoptada por el acto recurrido y ponderar lo que hubiera podido variar el acto administrativo origen del recurso en caso de observarse el trámite omitido. En esos casos puede suceder:
- Que aunque no hubiera existido el defecto formal la decisión de fondo hubiera sido la misma, por lo que, no tiene sentido anular el acto por motivos formales y tramitar otra vez un procedimiento cuyo resultado último ya se conoce, ya que iría en contra de los principios según los cuales actúa la administración(de eficacia y de celeridad)

- Que el vicio de forma haya influido realmente en la decisión de fondo, siendo presumible que ésta hubiera variado de no haberse cometido el vicio formal, en donde se distinguen los siguientes casos:

1- si la decisión de fondo no es correcta procede declararlo así y confirmar el acto impugnado.
2- Si la decisión de fondo es incorrecta, procede declarar los vicios que concurren, formal y de fondo.
Así pues, los vicios de forma determinaran la nulidad cuando no es posible averiguar si la decisión de fondo es correcta o no, porque precisamente, la infracción formal cometida ha sustraído elementos de juicio necesarios para una valoración justa de la solución adoptada.

## Diferencias entre nulidad y anulabilidad
Las diferencias entre nulidad absoluta o de pleno derecho y la anulabilidad o nulidad relativa son:

### Actos nulos
- Carecen inicial y de forma perpetua de efectos.
- Los efectos de la declaración de nulidad se producen desde la fecha en que se dictó el acto (ex tunc).
- El acto nulo no puede convalidarse con el paso del tiempo, por lo que la nulidad puede invocarse en cualquier momento.
- Para establecer un estado de cosas al amparo de un acto nulo hay que provocar una sentencia, que tendrá carácter declarativo, que declare la nulidad del acto.

### Actos anulables
- Estos actos producen efectos mientras no sean anulados.
- La sentencia que reconoce la invalidez tiene carácter constitutivo.
- La anulación produce efectos desde la fecha de la declaración de nulidad (ex nunc)
- Pueden ser convalidados, en particular por el paso del tiempo.
- Su anulación solo puede ser invocada por aquellos que tengan interés en el acto.

## Convalidación, conversión e incomunicación de invalidez
La presunción de validez de los actos administrativos se traduce en un principio favorable a la conservación de los mismos. Por tanto, los actos administrativos anulables pueden ser convalidados por la administración subsanando los vicios de que adolezcan. Además, el acto convalidado solo produce efectos desde su fecha, a menos que se den los supuestos que justifiquen el otorgamiento de una eficacia retroactiva.
En este sentido, el artículo 64.2 LRJ y PAC establece que la nulidad o anulabilidad en parte de un acto administrativo no implica, consiguientemente, la nulidad o anulabilidad de las partes del mismo acto independientes de aquella, salvo en los casos en que la parte viciada sea de tal importancia que sin ella el acto administrativo no hubiera sido dictado.

## Irregularidades no Invalidantes
Excepto en los casos antes mencionados, el vicio de forma carece de transcendencia anulatoria, tal como dispone el artículo 63.2 LRJ y PAC. 
El artículo 63.3 LRJ y PAC establece que para los actos que se dicten fuera de plazo establecido para cada caso tendrán la misma solución, es decir, tampoco determina la invalidez del acto salvo que el término o plazo sea verdaderamente esencial.
Pero por regla general, la inobservancia del plazo de actuación no invalida esa actuación si bien puede determinar responsabilidad del funcionario causante.